# Cadmus Wilcox
Cadmus Marcellus Wilcox – amerykański wojskowy; wziął udział w wojnie amerykańsko-meksykańskiej, jako kapitan i wojnie secesyjnej, jako generał Konfederacji.

## Życiorys
Wilcox urodził się w Wayne County, w Karolinie Północnej w 1824 roku. Jego bratem był John Allen Wilcox, reprezentant stanu Teksas w Pierwszym Kongresie Konfederacji. Rodzina Wilcoxów przeniosła się do Hrabstwa Tipton (Tennessee), kiedy Cadmus miał dwa lata; tamże pobierał nauki w Cumberland College, skąd trafił do West Point.
Ukończywszy nauki, dołączył do 4. Regimentu Piechoty w 1847. Służył jako adiutant generała Johna A. Quitmana w bitwie pod Vera Cruz oraz bitwie pod Cerro Gordo. Za zasługi w bitwie pod Chapultepec został mianowany tymczasowym porucznikiem 13 września 1847.
Po zakończeniu wojny Wilcox uzyskał stopień pełnego porucznika, po czym powrócił do West Point, gdzie został instruktorem-asystentem taktyki wojennej. Funkcję tę pełnił do lata 1857 roku, kiedy, z powodu podupadającego zdrowia został wysłany do Europy. Po powrocie napisał podręcznik na temat obsługi karabinów, który stał się regulaminową książką w tej dziedzinie.
W 1860 roku został wysłany do Nowego Meksyku, gdzie awansował do stopnia kapitana 20 grudnia tego samego roku.

### Wojna secesyjna
Po ogłoszeniu secesji przez stan Tennessee wrócił do Richmond i włączony został do armii generała Josepha Egglestona Johnstona. Brał udział w I bitwie nad Bull Run, kampanii półwyspowej, a podczas bitwy o Williamsburg odegrał znaczącą rolę.
W bitwach pod Seven Pines i pod Gaines’ Mill dowodził odpowiednio dwoma i trzema brygadami. W bitwie pod Glendale stracił wszystkich oficerów, a na jego mundurze znaleziono aż sześć dziur po kulach – mimo tego wyszedł ze starcia bez szwanku.
W bitwie pod Gettysburgiem bezskutecznie wspierał prawą flankę podczas sławnej szarży Picketta. Śmierć generała Williama Dorseya Pendera przyniosła mu 3 sierpnia 1863 roku awans na generała-majora.

### Kariera powojenna
Po zakończeniu działań wojennych oferowana została mu pozycja generała brygady w armii Egipskiej, którą to propozycję odrzucił. W 1886 roku prezydent Grover Cleveland mianował go szefem departamentu ds. kolei. Wilcox pełnił ową funkcję aż do emerytury.
Zagorzały kawaler, Wilcox, opiekował się wdową i dziećmi po swoim bracie, który zmarł nagle w 1865 roku.
Cadmus Wilcox zmarł w wieku 66 lat w Waszyngtonie i został pochowany na Oak Hill Cemetery. W kondukcie żałobnym znaleźli się zarówno byli generałowie Konfederacji jak i Unii.